# Diócesis de Wenden
La diócesis de Wenden, de Inflanty o de Livonia (en latín: Dioecesis Venensis seu Livoniensis et Piltensis seu Curonensis, en polaco: Diecezja inflancka y en letón: Livonijas bīskapijas) fue una circunscripción eclesiástica de la Iglesia católica en la República de las Dos Naciones, cuyo territorio se halla en la actual Letonia. Fue suprimida el 16 de octubre de 1798. Se trataba de una diócesis latina, sufragánea de la arquidiócesis de Gniezno.

## Territorio y organización

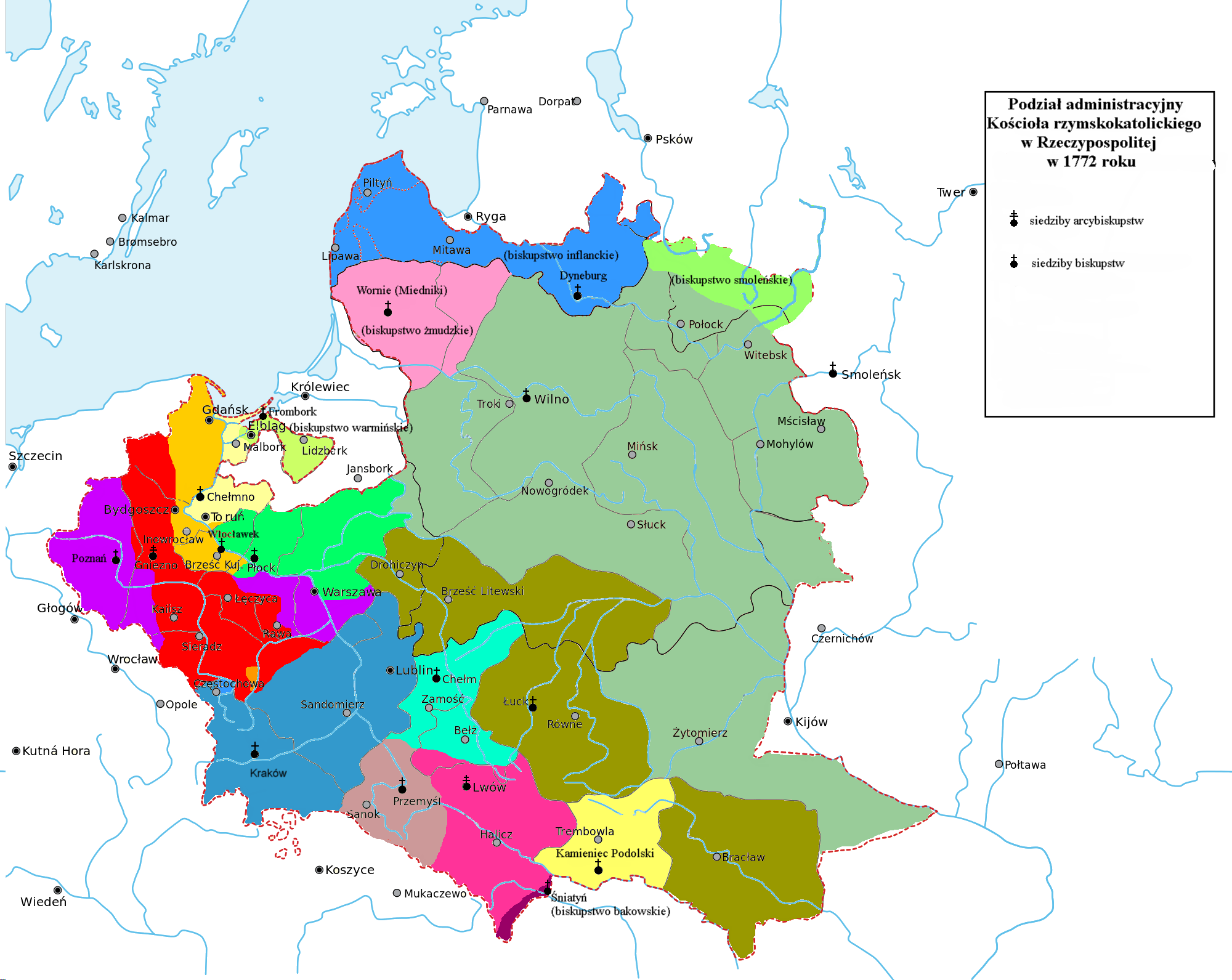
Mapa de las diócesis de la República de las Dos Naciones en 1772

La diócesis extendía su jurisdicción sobre los fieles católicos de rito latino residentes en el voivodato de Wenden en la República de las Dos Naciones (o Confederación Polaco-Lituana). En 1772 perdió el territorio de Latgale que pasó a la arquidiócesis de Mogilev.
La sede de la diócesis se encontraba en la ciudad de Wenden (actual Cēsis), en donde se hallaba la Catedral de San Juan, que desde 1629 pasó a ser luterana y hoy es una iglesia parroquial de la Iglesia evangélica luterana de Letonia. En 1629 fue trasladada a Dünaburg (actual Daugavpils), en donde estaba la Catedral de San Juan. En 1772 fue traslada a Piltene (actual Ventspils).

## Historia

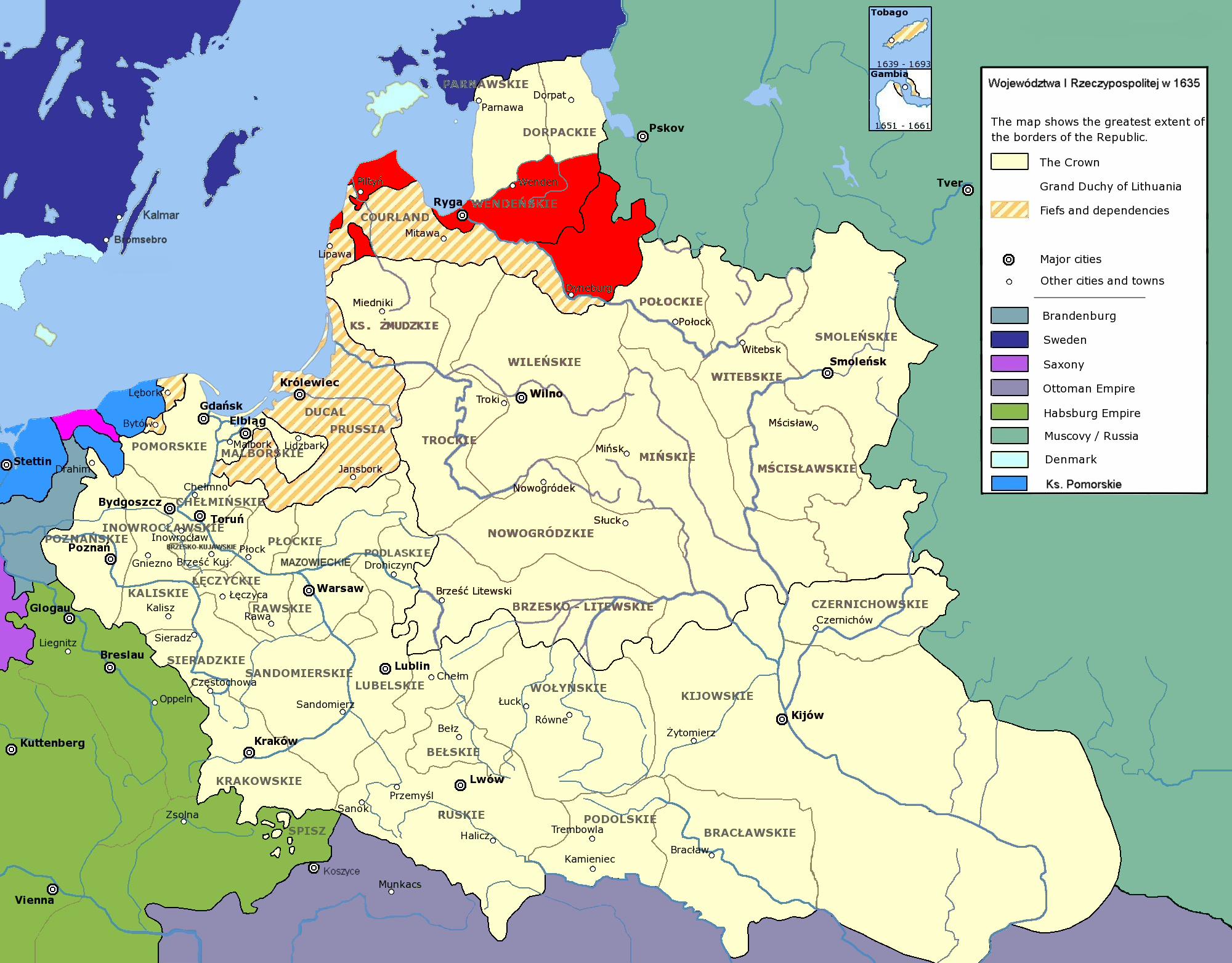
Mapa de la diócesis antes de 1620 (en rojo)

La historia de esta diócesis es compleja, ya que en el transcurso de sus dos siglos de existencia tuvo que adaptarse a los numerosos cambios políticos y geográficos de la región letona.
La arquidiócesis de Riga, que en la Edad Media comprendía la mayor parte de Livonia, sufrió el proceso de la Reforma protestante en 1562 y 1563. Esto fue precedido en 1561 por la decisión de la mayoría del parlamento de Livonia de ponerse bajo la protección del rey de Polonia y los grandes duques de Lituania durante la guerra de Livonia. A cambio, el rey Segismundo II Augusto Jagellón otorgó a los livonios el estatuto Privilegium Sigismundi Augusti de autogobierno, incluida la libertad para practicar su religión. Como resultado, la gran mayoría de los nobles de Livonia (incluidos sus campesinos) y la burguesía, pasaron a ser abiertamente luteranos. Denominación a la que la mayoría se sintió atraída y a la que ya se habían dirigido muchos nobles y ciudadanos. Este arzobispado medieval de Riga, que pereció a mediados del siglo XVI como resultado de la Reforma, a veces se menciona en las fuentes y en la literatura más antigua como la arquidiócesis de Livonia.
En 1569 la mayor parte de Letonia (Ducado de Livonia) pasó a formar parte de la Confederación Polaco-Lituana. Las antiguas sedes episcopales (la arquidiócesis de Riga y sus sufragáneas) habían sido suprimidas durante algunas décadas y el rey Esteban I Báthory (rey de Polonia y duque de Livonia desde 1576), asistido por los jesuitas, promovió una nueva campaña de evangelización para devolver al Ducado de Livonia al catolicismo. Como convertir Riga en obispado católico de nuevo no habría sido posible dada la resistencia del ayuntamiento de la ciudad, el 3 de diciembre de 1582 el rey emitió una constitución y una ley especial para la erección de la diócesis de Livonia con sede en Wenden, abarcando el voivodato de Wenden. La diócesis de Wenden fue erigida canónicamente el 1 de mayo de 1585 mediante la bula Aequum et rationi del papa Sixto V. La iglesia parroquial de San Juan, en Wenden, pasó a ser la catedral. Estuvo inmediatamente sujeta a la Santa Sede hasta 1621, cuando se convirtió en sufragánea de la arquidiócesis de Gniezno. El rey Segismundo III prohibió a los pastores luteranos de la diócesis predicar en los idiomas letón y estonio. Esta fue una de las causas de la guerra polaco-sueca.

### Traslado a Dünaburg
Durante las guerras polaco-suecas (con interrupciones de 1600 a 1629), Livonia (incluida la ciudad de Wenden) en 1621 fue ocupada por el rey Gustavo II Adolfo de Suecia hasta su completa conquista en 1629. Los suecos apoyaron a la Iglesia luterana con todas sus fuerzas y oprimieron a la Iglesia católica, por este motivo, la sede episcopal se trasladó de Wenden a Dünaburg, en la región de Latgale, en donde se erigió la nueva catedral de San Juan. La región de Latgale tomó el nombre de Livonia polaca (para distinguirla de la Livonia Sueca), en idioma polaco: Inflanty Polskie. Por esta razón, la diócesis también se conoce en documentos como la diócesis de Inflanty y fue restablecida hacia 1643. Los obispos hablaban polaco y hasta 1676 residieron en Varsovia. 
Por el Tratado de Oliva del 3 de mayo de 1660 Polonia además cedió formalmente Livonia a Suecia junto con la ciudad de Riga, que había estado bajo control sueco desde la década de 1620 y la diócesis de Wenden fue efectivamente abolida porque de acuerdo con el art. 4, § 2 del tratado, a los católicos sólo se les permitía practicar su fe “en privado”, en sus hogares. En consecuencia, el papa Inocencio IX cambió oficialmente el nombre de la sede episcopal por el de diócesis de Inflanty el 19 de septiembre de 1684. En los documentos, la diócesis también se conoce con el nombre de la diócesis de Livonia: en este caso referida a la Livonia polaca, es decir, Latgale, que no corresponde a la región histórica de Livonia.
En 1685 los católicos que residían en las otras dos regiones históricas de Letonia: Semigalia y Curlandia (que en ese momento formaban el Ducado de Curlandia y Semigalia), fueron puestos bajo la administración y el cuidado pastoral del obispo residente en Dünaburg. Según Eubel, el 15 de enero de 1685 la diócesis de Curlandia (Piltensis seu Curonensis) se unió aeque principaliter a la diócesis de Wenden (Dioecesis Livoniae seu Vendensis et Piltinensis seu Curlandiae). En 1701 la diócesis de Wenden contaba con unos 50 000 fieles, mientras que en Curlandia había 40 000 católicos bajo el cuidado pastoral de los jesuitas y dominicos.

### Traslado a Piltene
En 1772, tras la primera partición de Polonia, Latgale fue cedida al Imperio ruso y la emperatriz rusa Catalina II la Grande emitió un decreto en 1773 para establecer la diócesis de Bielorrusia, que también incluía las diócesis de Inflanty y Piltene. En 1782 el arzobispado de Bielorrusia pasó a llamarse arquidiócesis de Maguilov. La pérdida de este territorio obligó a trasladar de nuevo la sede episcopal, que fue trasladada de Dünaburg a Piltene, en el extremo opuesto de Letonia, antes sede de los obispos de Curlandia.
El 16 de octubre de 1798, tras la tercera partición de Polonia y completa incorporación de la región de Piltene al Imperio ruso, la diócesis fue suprimida mediante la bula Maximis undique del papa Pío VI y lo que quedaba de su territorio se incorporó al de la diócesis de Vilna, lo mismo que su obispo Jan Nepomucen Kossakowski.

## Episcopologio

### Obispos de Wenden
- Aleksander Mieliński, C.R.S.A. † (11 de mayo de 1583-4 de marzo de 1584 falleció)
- Andrzej Patrycy Nidecki † (20 de mayo de 1585-2 de enero de 1587 falleció)
  - Sede vacante (1587-1590)
- Otto Schenking † (19 de febrero de 1590-20 de junio de 1637 falleció)	
  - Sede vacante (1637-1641)

### Obispos de Inflanty
- Mikołaj Krosnowski † (27 de noviembre de 1641-12 de junio de 1645 nombrado arzobispo de Leópolis)
  - Sede vacante (1645-1647)
  - Jan Pac † (16 de septiembre de 1647-1649 renunció) (obispo electo)
- Aleksander Krzysztof Chodkiewicz † (28 de octubre de 1651-1 de octubre de 1676 falleció)
  - Sede vacante (1676-1685)
- Mikołaj Popławski † (15 de enero de 1685-21 de julio de 1710 nombrado arzobispo de Leópolis)
- Teodor Wolff von Ludinghausen, S.I. † (21 de julio de 1710 por sucesión-10 de noviembre de 1710 nombrado obispo de Chełm)
- Krzysztof Antoni Szembek † (23 de febrero de 1711-1 de julio de 1716 nombrado obispo de Poznań)
  - Sede vacante (1716-1720)
- Stanisław Józef Hozjusz † (16 de septiembre de 1720-14 de enero de 1722 nombrado obispo de Kamianets)
- Augustyn Wessel, O.Cist. † (12 de junio de 1724-11 de mayo de 1733 nombrado obispo de Kamianets)
- Konstanty Moszyński, O.S.P.P.E. † (22 de junio de 1733-9 de septiembre de 1738 falleció)
- Wacław Hieronim Sierakowski † (9 de septiembre de 1738 por sucesión-16 de noviembre de 1739 nombrado obispo de Kamianets)
- Józef Dominik Puzyna † (16 de septiembre de 1740-5 de marzo de 1752 falleció)
- Antoni Kazimierz Ostrowski † (9 de abril de 1753-17 de septiembre de 1763 nombrado obispo de Włocławek)
- Jan Stefan Giedroyć † (22 de abril de 1765-30 de marzo de 1778 nombrado obispo de Samogitia)
- Antoni Maciej Sierakowski † (20 de julio de 1778-21 de marzo de 1781 falleció)
- Józef Kazimierz Kossakowski † (17 de septiembre de 1781-9 de mayo de 1794 falleció)
- Jan Nepomucen Kossakowski † (9 de mayo de 1794 por sucesión-17 de noviembre de 1798 nombrado obispo de Vilna)